# Ísleifur Gissurarson
Ísleifur Gissurarson (1006 - 5 de julio de 1080) fue el primer obispo católico de Islandia después de la llegada del cristianismo al país alrededor del año 1000. 
Era hijo de Gizur Teitsson (Gizur el Blanco), un goði (jefe local) del clan de los Mosfellingar, quien fue uno de los primeros islandeses en bautizarse como cristianos y acceder al sacerdocio. Según la tradición, Gizur construyó la primera iglesia del país en sus tierras familiares de Skálholt, en el sur de Islandia.
Ísleifur fue enviado por su padre a estudiar al monasterio de Herford, en Alemania. Una vez terminados sus estudios regresó a Islandia como sacerdote y se estableció en Skálholt, sustituyendo a su padre como jefe local. En 1056, cuando tenía cincuenta años, fue designado obispo de Islandia y Groenlandia por el arzobispo Adalberto de Hamburgo-Bremen. 
Ísleifur estableció su sede en su propiedad familiar de Skálholt, donde además fundó una escuela. Uno de sus alumnos fue Jón Ögmundsson, quien posteriormente sería el primer obispo de Hólar.
Se casó con Dalla Þorvaldsdóttir, con quien tuvo tres hijos: Gissur, Þorvald y Teitur. Falleció el 5 de julio de 1080 tras haber servido 24 años como obispo. Fue sucedido en el obispado por su hijo Gissur.
Su vida se relata en el Íslendingabók (Libro de los islandeses), de Ari Þorgilsson y Hungurvaka.

## Sturlungaöld
Existió otra figura histórica con el mismo nombre, un hijo de Gissur Þorvaldsson, Ísleifur Gissurarson (1236 - 22 de octubre de 1253), que murió durante los trágicos acontecimientos de la guerra civil islandesa, en un cruento capítulo conocido como Flugumýrarbrenna junto a su madre y hermanos.